# U-644
U-644 – niemiecki okręt podwodny (U-Boot) typu VIIC z okresu II wojny światowej. Okręt wszedł do służby w 1942 roku. Jedynym dowódcą był Oblt. Kurt Jensen.

## Historia
Okręt został włączony do 5. Flotylli U-Bootów (Kilonia) celem szkolenia i zgrania załogi. Od kwietnia 1943 roku jako jednostka bojowa w składzie 11. Flotylli (Bergen).
18 marca 1943 roku U-987 wyruszył z Bergen w swój pierwszy rejs bojowy. 7 kwietnia został przechwycony na południowy wschód od wyspy Jan Mayen, bez wątpienia na podstawie informacji pochodzących z dekryptażu Enigmy, przez brytyjski okręt podwodny HMS „Tuna”, który wystrzelił w jego kierunku salwę pięciu torped. Trafiony U-Boot zatonął wraz z całą, 45-osobową  załogą.